# 26 Mixes for Cash
Albums de Aphex Twin
Drukqs
(octobre 2001) Smojphace EP
(juin 2003)
26 Mixes For Cash est un album de musique électronique de Aphex Twin, sorti en 2003.

## Liste des titres
| CD 1  | CD 1                                                      | CD 1                       | CD 1  | CD 1 | CD 1 | CD 1 | CD 1 | CD 1 | CD 1 |
| No    | Titre                                                     | Remix de                   | Durée |      |      |      |      |      |      |
| ----- | --------------------------------------------------------- | -------------------------- | ----- | ---- | ---- | ---- | ---- | ---- | ---- |
| 1.    | Time To Find Me, AFX Fast Mix                             | Seefeel                    | 7:34  |      |      |      |      |      |      |
| 2.    | Raising The Titanic, Big Drum Mix                         | Gavin Bryars               | 8:42  |      |      |      |      |      |      |
| 3.    | Journey, Aphex Twin Care Mix                              | Gentle People              | 10:14 |      |      |      |      |      |      |
| 4.    | Triachus, Mix by Aphex Twin                               | Kinesthesia                | 4:12  |      |      |      |      |      |      |
| 5.    | Heroes, Aphex Twin Remix                                  | Philip Glass & David Bowie | 5:18  |      |      |      |      |      |      |
| 6.    | In The Glitter Part 2, Aphex Twin Mix                     | Buck Tick                  | 5:02  |      |      |      |      |      |      |
| 7.    | Zeros and Ones, Aphex Twin Reconstruction #2              | Jesus Jones                | 5:49  |      |      |      |      |      |      |
| 8.    | Ziggy, Aphex Twin Mix #1                                  | Nav Katze                  | 4:25  |      |      |      |      |      |      |
| 9.    | Your Head My Voice, Voix Revirement                       | Saint Etienne              | 3:15  |      |      |      |      |      |      |
| 10.   | Change, Aphex Twin Mix #2                                 | Nav Katze                  | 4:16  |      |      |      |      |      |      |
| 11.   | Une femme n'est pas un homme, Aphex Twin Mix              | The Beatniks               | 4:06  |      |      |      |      |      |      |
| 12.   | The Beauty of Being Numb Section B, Created by Aphex Twin | Nine Inch Nails            | 3:27  |      |      |      |      |      |      |
| 13.   | Let My Fish Loose, Aphex Twin Remix                       | Nobukazu Takemura          | 5:26  |      |      |      |      |      |      |
| 71:54 |                                                           |                            |       |      |      |      |      |      |      |

| CD 2  | CD 2                                          | CD 2                                           | CD 2  | CD 2 | CD 2 | CD 2 | CD 2 | CD 2 | CD 2 |
| No    | Titre                                         | Remix de                                       | Durée |      |      |      |      |      |      |
| ----- | --------------------------------------------- | ---------------------------------------------- | ----- | ---- | ---- | ---- | ---- | ---- | ---- |
| 1.    | Krieger, Aphex Twin Baldhu Mix                | Die Fantastischen Vier                         | 3:23  |      |      |      |      |      |      |
| 2.    | Deep In Velvet, Aphex Twin Turnips Mix        | Phillip Boa & The Voodooclub                   | 3:50  |      |      |      |      |      |      |
| 3.    | Falling Free, Aphex Twin Remix                | Curve                                          | 7:41  |      |      |      |      |      |      |
| 4.    | We Have Arrived, Aphex Twin QQT Mix           | Mescalinum United                              | 4:23  |      |      |      |      |      |      |
| 5.    | At the Heart of It All, Created by Aphex Twin | Nine Inch Nails                                | 3:49  |      |      |      |      |      |      |
| 6.    | Remix By AFX                                  | 808 State (inclus dans 2 Remixes By AFX)       | 4:59  |      |      |      |      |      |      |
| 7.    | Windowlicker, Acid Edit                       | acid remix du titre Windowlicker               | 4:15  |      |      |      |      |      |      |
| 8.    | Normal, Helston Flora Remix by AFX            | Baby Ford                                      | 6:51  |      |      |      |      |      |      |
| 9.    | SAW2 CD1 TRK2, Original Mix                   | Radiator dans Selected Ambient Works Volume II | 6:30  |      |      |      |      |      |      |
| 10.   | Mindstream, The Aphex Twin Remix              | Meat Beat Manifesto                            | 3:42  |      |      |      |      |      |      |
| 11.   | You Cant Hide Your Love, Hidden Love Mix      | DMX Krew                                       | 5:05  |      |      |      |      |      |      |
| 12.   | Spotlight, Aphex Twin Mix                     | Wagon Christ                                   | 6:57  |      |      |      |      |      |      |
| 13.   | Debase, Soft Palate                           | Mike Flowers Pops                              | 5:50  |      |      |      |      |      |      |
| 67:23 |                                               |                                                |       |      |      |      |      |      |      |

## 2 Mixes On A 12" For Cash
2 Mixes On A 12" For Cash est un album de Aphex Twin. Il est sorti en vinyle au Japon en 2003 sous le label Beat Records.

## Liste des morceaux
A1 - Windowlicker (Acid Edit)
B1 - SAW2 CD1 TRK2 (Original Mix)